# La Chanson d'Azima
Singles de France Gall
Papillon de nuit
(1988) Les Élans du cœur
(1992)
Pistes de Babacar
Évidemment Urgent d'attendre
La Chanson d'Azima est une chanson de France Gall, écrite et composée par Michel Berger.
Elle est basée sur une lettre d'un petit garçon touareg, Azima, que Michel Berger et France Gall ont rencontré lors de leur voyage au Mali en 1986, dans le cadre d'Action Écoles.
Cette chanson est initialement parue sur l'album Babacar de France Gall au printemps 1987, puis en face B du single Évidemment, en 1988. Toutefois, La chanson d'Azima ressortira en face A de 45 tours en 1989 comme cinquième et dernier extrait de l'album Babacar (avec en face B C'est bon que tu sois là).
La Chanson d'Azima reste classée huit semaines au Top 50 entre début mai et fin juin 1989, parvenant à la 29e place en troisième semaine.

## Classement
| Classement (1989) | Meilleure position |
| ----------------- | ------------------ |
| France (SNEP)     | 29                 |